# 증발 (1994년 영화)
"증발"은 1994년에 개봉한 대한민국의 영화이다.

## 캐스팅
- 김희라 : 박진욱 역
- 강신성일 : 이상규 역
- 조지 타케이 : 한성태 역
- 강리나 : 강수경 역
- 민복기 : 마리아 송 역
- 임옥경 : 유미리 역
- 김명 : 신종만 역
- 김동현 : 김영철 역
- 이일웅 : 오상호 역
- 민욱 : 김영대 역
- 선우용녀 : 영애 역
- 최윤석 : 노필수  역
- 이낙훈 : 윤대보 역
- 남석훈 : 장영도 역
- 이동신 : 도정한 역
- 이완용 : 고 대위 역
- 하재영 : 장소월 역
- 양진웅 : 김삼영 역
- 이승철 : 원내총무 역
- 이종만 : 강준하 역
- 김형일 : 고창길 역
- 김일란 : 신종만부인 역
- 윤일주 : 국회의장 역
- 홍성중 : 경찰서장 역
- 민응식 : 아나운서 역
- 안진수 : 야당의원 역
- 이지산 : 야당의원 역
- 신동욱 : 야당의원 역
- 홍충길 : 폭파범 역
- 김왕국 : 암살자 역
- 정종훈 : 집사 역
- 장정국 : 보안부요원 역
- 이석구 : 보안부요원 역
- 나갑성 : 보안부요원 역
- 허기호 : 보안부요원 역
- 신양균 : 보안부요원 역
- 김우석 : 보안부요원 역
- 최영래 : 보안부요원 역
- 황재석 : 보안부요원 역
- 유화춘 : 보안부요원 역
- 김인호 : 보안부요원 역
- 김인석 : 보안부요원 역
- 황의권 : 학생 역
- 이은석 : 학생 역
- 김서라 : 김양 역 (특별출연)